# Bogonos, Iași
Bogonos este un sat în comuna Lețcani din județul Iași, Moldova, România.